# Edith Masai
Edith Chewanjel Masai  (ur. 4 kwietnia 1967 we wsi Chepkoya, w Prowincji Zachodniej) – kenijska lekkoatletka specjalizująca się w biegach długodystansowych, uczestniczka letnich igrzysk olimpijskich w Atenach (2004). Największe sukcesy odnosiła w biegach przełajowych (była m.in. w latach 2002, 2003 i 2004 trzykrotnie indywidualną mistrzynią świata).

## Sukcesy sportowe
- wielokrotna mistrzyni Kenii, m.in.: w biegu na 1500 metrów (2004), czterokrotnie w biegu na 5000 metrów (2001, 2002, 2003, 2006), trzykrotnie w biegu na 10 000 metrów (2006, 2007[1], 2008[2]) oraz w biegach przełajowych (2002)[3]
- zwyciężczyni biegu maratońskiego w Hamburgu (2005)[4]
- zwyciężczyni biegu maratońskiego w Singapurze (2008)
- pięciokrotna zwyciężczyni mityngów Golden League

| Rok  | Miasto     | Zawody                                    | Konkurencja             | Wynik                       |
| ---- | ---------- | ----------------------------------------- | ----------------------- | --------------------------- |
| 2001 | Ostenda    | Mistrzostwa świata w biegach przełajowych | drużynowo indywidualnie | srebrny medal brązowy medal |
| 2001 | Edmonton   | Mistrzostwa świata                        | bieg na 5000 m          | 7. miejsce                  |
| 2002 | Dublin     | Mistrzostwa świata w biegach przełajowych | indywidualnie drużynowo | złoty medal srebrny medal   |
| 2002 | Manchester | Igrzyska Wspólnoty Narodów                | bieg na 5000 m          | srebrny medal               |
| 2003 | Lozanna    | Mistrzostwa świata w biegach przełajowych | indywidualnie drużynowo | złoty medal                 |
| 2003 | Paryż      | Mistrzostwa świata                        | bieg na 5000 m          | brązowy medal               |
| 2003 | Monako     | Światowy finał IAAF                       | bieg na 3000 m          | 1. miejsce                  |
| 2004 | Bruksela   | Mistrzostwa świata w biegach przełajowych | indywidualnie drużynowo | złoty medal srebrny medal   |
| 2005 | Helsinki   | Mistrzostwa świata                        | bieg na 10 000 m        | 5. miejsce                  |
| 2006 | Bambous    | Mistrzostwa Afryki                        | bieg na 10 000 m        |                             |
| 2006 | Debreczyn  | Mistrzostwa świata w biegach ulicznych    | drużynowo indywidualnie | złoty medal 5. miejsce      |
| 2007 | Algier     | Igrzyska afrykańskie                      | bieg na 10 000 m        | srebrny medal               |
| 2007 | Osaka      | Mistrzostwa świata                        | bieg maratoński         | 8. miejsce                  |

## Rekordy życiowe
- bieg na 3000 metrów – 8:23,23 – Monako 19/07/2002 (do 2014 rekord Afryki)
- bieg na 5000 metrów – 14:33,84 – Oslo 02/06/2006
- bieg na 10 000 metrów – 30:30,26 – Helsinki 06/08/2005
- półmaraton – 1:07:16 – Berlin 02/04/2006
- bieg maratoński – 2:27:06 – Hamburg 24/04/2005